# Birgit Rabisch

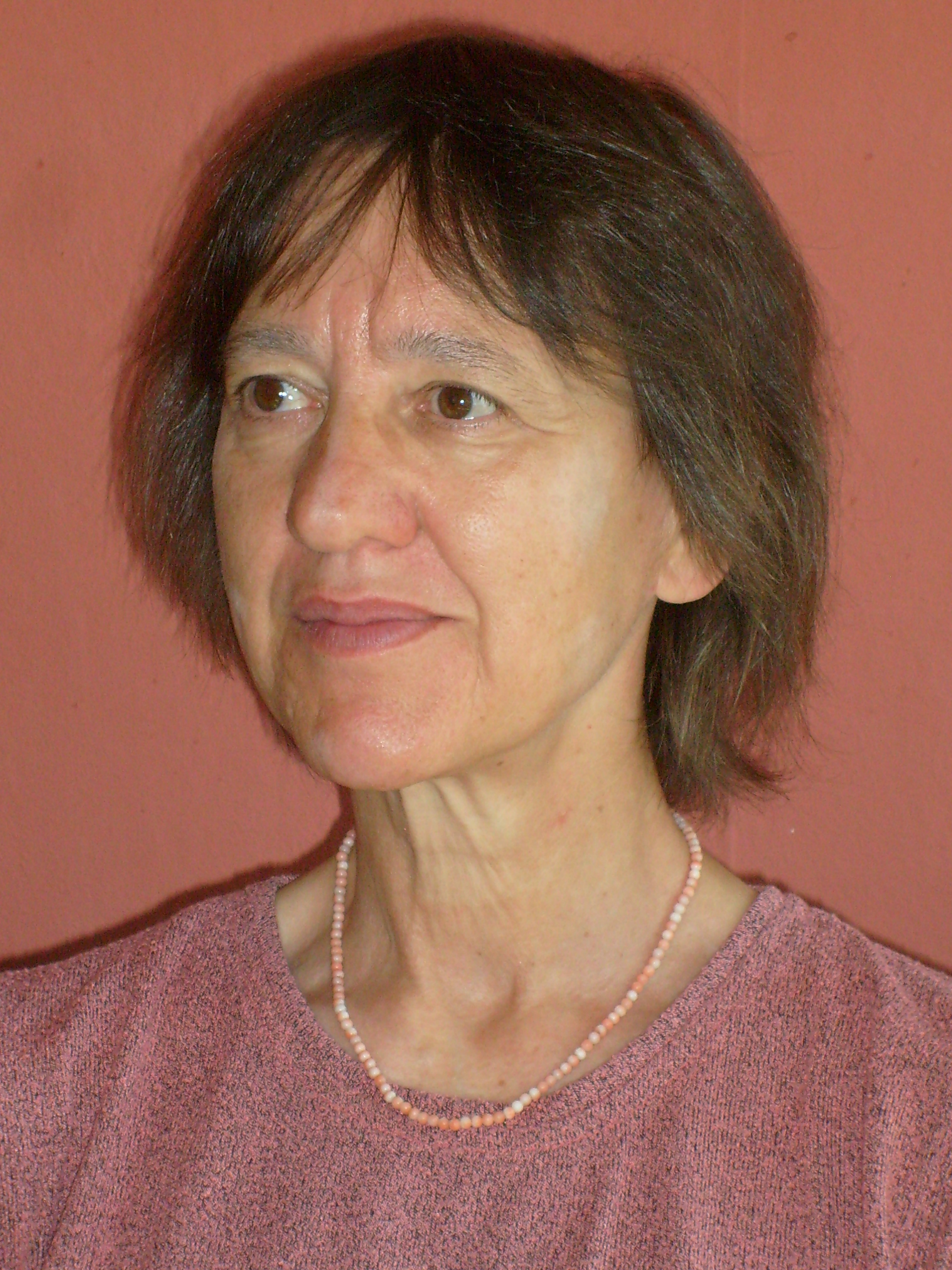
Birgit Rabisch 2015

Birgit Rabisch (* 9. Januar 1953 in Hamburg) ist eine deutsche Schriftstellerin.

## Leben
Birgit Rabisch ist die Tochter eines Schreiners und einer Sekretärin. Sie wuchs bei ihren Großeltern im schleswig-holsteinischen Wilster auf; ab 1964 lebte sie mit ihrer Familie in Heist. Sie besuchte das Ludwig-Meyn-Gymnasium in Uetersen, wo sie 1972 die Reifeprüfung ablegte. Anschließend studierte sie Soziologie und Germanistik an der Universität Hamburg. Sie engagierte sich in der Studentenbewegung, der Frauenbewegung und der Friedensbewegung. Ende der 1970er Jahre begann sie, Kurzprosa und Gedichte zu schreiben. Von 1982 bis 2002 war sie Dozentin für Deutsch als Fremdsprache an der Hamburger Volkshochschule. Sie lebt heute als freie Schriftstellerin in Hamburg-Eimsbüttel.
Birgit Rabisch ist Verfasserin von erzählenden Werken und Gedichten. Besonders erfolgreich war sie mit ihrem dystopischen  Roman Duplik Jonas 7 zum Thema Gentechnik. Der Roman wurde 2017 in einer aktualisierten Fassung als E-Book veröffentlicht und sollte verfilmt werden. Ihr Science-Fiction-Roman Unter Markenmenschen behandelte das Thema durch Genome Editing optimierter Menschen. Der Roman Die Schwarze Rosa basiert auf der Lebensgeschichte von Birgit Rabischs Großmutter Rosa Klapproth, der Schwester von Erich Klapproth, die in den 1920er Jahren Gruppen der rechtsextremen „Schwarzen Reichswehr“ nahegestanden hatte. Warten auf den Anruf behandelt in Form eines Familienromans am Beispiel dreier Wissenschaftlerinnen die Problematik der Verantwortung des Forschers im 20. Jahrhundert. Im Herbst 2013 erschienen zwei Romane: Die vier Liebeszeiten (neu aufgelegt 2016) schildert eine Liebesbeziehung durch alle Höhen und Tiefen des Lebens und in Blind Copy – Das bin nicht ich! erscheint einer Gehirnforscherin ihr eigenes Leben plötzlich als Fälschung. Ebenfalls 2016 erschien ihr Roman Wir kennen uns nicht, der einen Mutter-Tochter-Konflikt aus beider Perspektiven schildert, gefolgt von Putzfrau bei den Beatles 2018. In ihrer 2024 erschienenen Autofiktion Tod der Autorin setzt sich Rabisch mit dem Verhältnis von ihrem Leben mit ihrem Werk auseinander.  
Birgit Rabisch ist Mitglied des Verbands Deutscher Schriftsteller, der Hamburger Autorenvereinigung. und des Literaturzentrums Hamburg 1994 erhielt sie den Umwelt-Literaturpreis des Landes Nordrhein-Westfalen für Duplik Jonas 7, 2018 den Kurzgeschichtenpreis und 2019 den Lyrikpreis (3. Platz) der Hamburger Autorenvereinigung. 2020 übernahm sie den Jury-Vorsitz für den Förderpreis der Gruppe 48.

## Werke
- Jammerlürik oder Was sagst Du dazu? Literaturpost-Verlag, Hamburg 1980, DNB 820710482.
- Bis der Mord sie scheidet. Bund-Verlag, Köln 1990, ISBN 3-7663-2205-2.
- Duplik Jonas 7. Bitter, Recklinghausen 1992, ISBN 3-7903-0456-5.
- Sonjas Logbuch. Patmos, Düsseldorf 1997, ISBN 3-491-79482-X.
- Möglichkeit der Liebe. Fischer Taschenbuchverlag, Frankfurt/Main 1998, ISBN 3-596-13532-X.
- Unter Markenmenschen. Fischer Taschenbuchverlag, Frankfurt/Main 2002, ISBN 3-596-15020-5.
- Die Schwarze Rosa. Zu Klampen-Verlag, Springe 2005.
- Warten auf den Anruf. Achter Verlag, Acht 2009, ISBN 978-3-9812372-1-4.
- Blind Copy – Das bin nicht ich! Achter Verlag, Acht/Weinheim 2013, ISBN 978-3-9814562-6-4.
- Die vier Liebeszeiten. Plöttner Verlag, Leipzig 2013, ISBN 978-3-946086-13-0.
- Wir kennen uns nicht. duotincta, Berlin 2016, ISBN 978-3-946086-22-2.
- Putzfrau bei den Beatles. duotincta, Berlin 2018, ISBN 9783946086307.
- Tod der Autorin. Verlag duotincta, Berlin 2024, ISBN 978-3-946086-77-2.